# Dime (moneda)

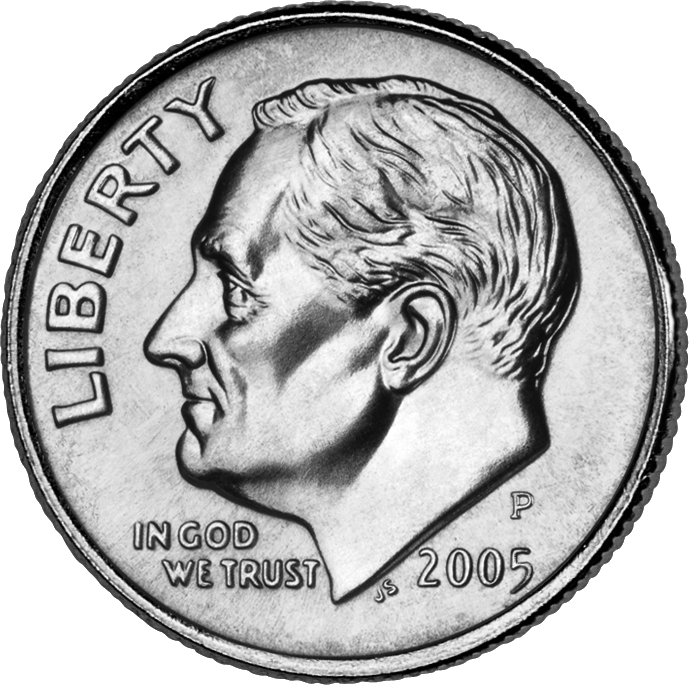
Anvers d'un dime

El dime (pronunciat ['dajm]) és una moneda equivalent a 10 cèntims d'un dòlar nord-americà.
A l'anvers hi ha representat Franklin Delano Roosevelt i al revers una torxa, una branca de roure i una branca d'olivera, així com el lema E pluribus unum, un dels primers lemes dels Estats Units, que significa: A partir de molts, en fem un.